# A Crise Brasileira
A crise brasileira é um trabalho teórico de Carlos Marighella, escrito em 1966 no qual analisa a conjuntura nacional a partir da estrutura de classes do Brasil e critica o PCB por resguardar-se de qualquer atividade consequente, acomodado na ilusão de um processo eleitoral limpo, e, ao mesmo tempo, refratário ao divórcio da burguesia.
Este trabalho explicita o descontentamento de Marighella com o PCB, processo este que levou a sua expulsão do Partido em 1967.
As Causas da Derrota e as Perspectivas da Situação.
O golpe de primeiro de abril sobreveio, e tornou-se vitorioso, sem que as forças antigolpistas, e entre elas os comunistas, pudessem esboçar qualquer resistência. A única resistência de massas organizada contra o golpe foi a greve geral, mesmo assim sem condições de prosseguir, em virtude do despreparo geral.
Vale a pena recordar que, com a renúncia de Jânio, em 1961, fomos tomados de perplexidade e reconhecemos que não estávamos preparados para enfrentar os acontecimentos. Advertimo-nos, então, de que sobreviriam novas crises de governo e de que, nesse caso, deveríamos agir diferentemente, tudo fazendo para que, até lá, já tivéssemos superado nosso despreparo.
Não foi o que se deu em face da deposição do governo de Jango, no momento do golpe de abril. Quer dizer, continuamos despreparados. O processo democrático em desenvolvimento foi paralisado, e entramos numa fase de recuo.
A falta de resistência ao golpe prendeu-se, assim, ao nosso despreparo. Despreparo político e sobretudo ideológico. Despreparo dos comunistas como de toda a área antigolpista. O que se tornou evidente em face da abrilada e nos dias imediatos, desde quando deixou de existir qualquer resposta ou diretiva para a ação, proveniente das lideranças, sem qualquer exceção.
Quanto aos comunistas, a resistência tornou-se impossível porque nossa política — no essencial — vinha sendo feita sob a dependência da política do governo. Quer dizer, sob a dependência da liderança da burguesia, ou melhor, do setor da burguesia que ocupava o poder. Tal posição contribuiu para quebrar a autoridade e anular nossa força, uma e outra necessárias quando se trata de influir na frente única, levá-la à consolidação, paralisar as áreas vacilantes e exercer um nítido papel ideológico diante dos setores mais radicais da pequena burguesia.
Quando a liderança do proletariado se subordina à liderança da burguesia ou com ela se identifica, a aplicação da linha revolucionária sofre inevitavelmente desvios para a esquerda e a direita. Pois, nesse caso, falta o lastro ideológico, único recurso capaz de impedir o desvio dos rumos da revolução.
A subestimação do perigo de direita no panorama político brasileiro foi fruto do reboquismo e da ilusão no governo. Acreditava-se que a burguesia seguiria o caminho das reformas pacíficas sob a pressão do movimento de massa, e que a direita não se levantaria. E que, se isto acontecesse, a burguesia tomaria a iniciativa da resistência e do combate aos golpistas.
Foram inúmeras as vezes em que repetimos que o desencadeamento de um golpe de direita seria a guerra civil no país ou que à violência dos golpistas responderíamos com a violência das massas. Como as palavras não coincidiram com os fatos, isto significa que não nos preparamos. Estávamos confiantes em que o governo resistiria. Nem ao menos denunciamos insistentemente o golpe de direita. Deixamos de chamar as massas à vigilância e não as alertamos para a eventualidade de uma resistência.
A falta de vigilância e a ilusão de classe subsistem exatamente quando a liderança deixa de lado o estabelecimento de um plano tático marxista e não leva em conta a obrigatoriedade do princípio da retirada. O marxismo-leninismo é inteiramente avesso à concepção de que na luta de massas tudo se resume em avançar. Assim, ao acionar a linha política de apoio às reformas propugnadas pelo setor da burguesia no poder, não era suficiente assinalar os êxitos obtidos pelas massas. Tornava-se preciso, simultaneamente, alertá-las e organizá-las para a possibilidade de recuo da burguesia, uma capitulação ante a direita ou o desencadeamento do golpe militar — sempre na ordem do dia, quando o movimento de massas cresce a ponto de ameaçar o poder ou a ponto de levar a democracia a uma mudança de qualidade.
O erro que se manifestou foi, portanto, um erro ideológico, que pode ser traduzido como a perda do sentido de classe da luta revolucionária do povo brasileiro. Tal erro, projetado em dimensão histórica em nossa atividade, reflete-se em diferentes e por vezes contraditórias manifestações políticas e táticas dos comunistas ao longo da vida política brasileira.
É impossível fugir à caracterização de um erro ideológico evidente e tradicional na liderança comunista brasileira.
A falta de condições ideológicas na liderança marxista levou a que uma linha política com probabilidade de êxito viesse a terminar em derrota.
Com o mesmo sentido de falta de substância ideológica surgiu a falsa tese da "nova tática do imperialismo". Segundo essa tese, o imperialismo norte-americano não estaria interessado em golpes e ditadura. O golpe de primeiro de abril, inspirado e promovido pelos Estados Unidos com apoio em seus agentes internos e no fascismo militar brasileiro, invalidou essa teoria, cujo principal resultado foi deixar-nos desprevenidos e perplexos ante o golpe da direita.
Uma apreciação errônea do papel das forças armadas nos levou a ilusões no dispositivo militar do governo, dispositivo com base ideológica nacionalista, e que, por isso mesmo, não estando sob a influência ideológica do proletariado, jamais se mobilizaria para decidir a favor das massas qualquer situação capaz de levá-las a ameaçar privilégios das classes dominantes.
Os repetidos apelos à greve geral política — sem o apoio do campesinato e sem o recurso à insurreição — significavam um erro tático em face do marxismo contemporâneo. O erro era mais evidente na medida em que nosso trabalho no seio do proletariado se desenvolvia com uma nítida característica de trabalho de cúpula e se circunscrevia, na prática, às empresas estatais.
Uma falha básica era a debilidade do movimento camponês. A falta de decisão em dar prioridade ao trabalho no campo é responsável por essa falha básica, já tornada crônica. Sem mobilização do campo é impossível o avanço da revolução.
Também não foi entendido pela liderança marxista o caráter objetivo do processo de radicalização de alguns setores da pequena burguesia, o que — ao lado de outros erros — contribuiu para que não exercêssemos qualquer papel de influência decisiva entre marinheiros, sargentos e outras forças radicais, impossibilitando, assim, a unidade de ação dentro da frente única, da qual também éramos parte.
Falsos métodos de direção, a subestimação da direção coletiva, a falta de unidade ideológica da liderança são outros fatores que conduziram à derrota que sofremos.
Agora estamos em face de uma nova situação. Em vez de um governo da burguesia, lutando pelas reformas à sua maneira, dentro de um clima de liberdades, temos uma ditadura entreguista militar, dentro de um clima onde as liberdades democráticas foram suprimidas.
Nossa tática não pode ser a mesma da situação anterior, quando o movimento de massas estava em ascenso. Agora, a marcha da democracia foi interrompida, entramos numa fase de recuo. Ainda que os problemas brasileiros continuem sendo de reformas de estrutura, só poderemos resolvê-los derrotando a ditadura e assegurando a restauração das liberdades democráticas. Nosso objetivo tático fundamental — para chegarmos a reformas de estrutura e prosseguirmos com a luta até uma vitória posterior do socialismo — está em substituir o atual governo por outro que assegure as liberdades e faça uma abertura para o progresso.
O governo pelo qual lutamos agora não poderá ser senão o resultante da frente única antiditadura, que é o tipo de frente única possível nos dias atuais. Esforçando-nos para que tal frente única se torne realidade, sustentamos — como antes — a necessidade de nossa aliança com a burguesia nacional, levando em conta não somente tudo o que dela nos aproxima, quando se trata de objetivos comuns na defesa de interesses nacionais, mas também tudo o que dela nos separa em questões de classe, tática, métodos, ideologia, programas.
A forma de luta principal no atual período é a luta de resistência de massas com suas mil e uma particularidades. E o partido deve ser o chefe da oposição popular, para não ficarmos a reboque da oposição burguesa, que, como tudo indica, procurará ir adiante, tentando arrastar-nos na sua retaguarda. Não podemos abandonar a luta pela liderança da oposição popular, o que seria uma renúncia imperdoável em face da disputa da hegemonia na condução dos destinos do povo brasileiro. Devemos, por isso, ser firmes lutadores da resistência, incansáveis no combate à ditadura.
Muitos outros elementos táticos têm que ser mudados na nova situação. O movimento de massas — por cuja mudança de qualidade devemos continuar lutando — já não pode visar, nas condições atuais, a pressão sobre o governo, como se tivesse por finalidade modificar a política e a composição da ditadura. O objetivo do movimento de massas é levar a ditadura à derrota, substituí-la por outro governo.
Outro caráter também têm as eleições. Seus objetivos não são para nós os mesmos das eleições no período anterior ao golpe. Não não se trata de eleger nacionalistas como antes, quando vigoravam as liberdades democráticas, e por este meio chegar à mudança da correlação de forças.
Trata-se de desenvolver esforços para aglutinar as forças que se opõem à ditadura e contribuir para levá-la à derrota, reduzindo-lhe a base política e social. Se nada disto é possível através das eleições — tal como a ditadura as convoca — nosso dever é denunciá-lo à massa, ainda que não nos recusemos à utilização das mínimas possibilidades legais.
O partido deve deixar de ser uma espécie de apêndice dos partidos da burguesia, para ser capaz de arrastar o proletariado e as massas populares. Nosso aparecimento ao lado de candidatos comprometidos com o golpe e a ditadura nos desmoraliza junto às massas, e ajuda a justificar a farsa eleitoral. O que não podemos é ajudar a institucionalização da ditadura, capitulando ante as violências e ameaças dos golpistas ou deixando-nos iludir com as suas manobras.
Para a ditadura as eleições representam um meio de institucionalizar o golpe. Suprimidas as eleições diretas e cerceado o direito do povo de eleger seus representantes, estabelecidas as inelegibilidades, dissolvidos os partidos políticos, além de tantas outras medidas coercitivas, as eleições tornaram-se uma farsa.
A posse dos eleitos é uma concessão do governo ditatorial. Aos que obtiveram ou vierem a obter a vitória eleitoral em oposição à ditadura, não lhes será permitido mais do que a tutela de um super-governo militar, de livre escolha do Executivo e seu Ministro da Guerra. Abolida por mais este meio a autonomia dos Estados e Municípios, a nomeação de secretários de governo e outras autoridades não é mais função dos eleitos e sim, atribuição do SNI e do Conselho de Segurança Nacional, órgãos através dos quais opera o poder militar.
Estribado em poderes como jamais teve qualquer Presidente no Brasil, ao estilo desse L'Etat c'est moi com que Luís XIV, de França, firmou o princípio da monarquia absoluta, o atual Presidente da República, através da eleição indireta, procurará garantir para seu sucessor um militar.
Não obstante a implacável ação da ditadura, esmagando pela força e progressivamente as válvulas de escape dos meios legais de resistência, o ano de 1966 prenuncia-se carregado de tensões políticas, mercê da luta pela sucessão presidencial.
Nada indica o fim da instabilidade política, reflexo da crise crônica de estrutura. A instabilidade política continua caracterizando a situação do país. A tendência é para o agravamento das contradições de classe.
O Ato Institucional número 2, e os demais atos complementares, indicam que a ditadura não pode deter-se no despenhadeiro. Crises de governo, a eclosão de novos golpes, a decretação do sítio, conflitos de fronteiras e outros tantos acontecimentos, que reflitam a inquietação política, naturalmente espreitam o povo brasileiro.
Tais resultados podem ocorrer em consequência da desastrosa política econômico-financeira do governo, das concordatas, do desemprego, da carestia, da submissão ao Fundo Monetário Internacional, da política antioperária, da política de entrega e submissão aos Estados Unidos e, paralelamente, do crescimento das lutas de massas.
Outro fator previsível de agravamento da crise brasileira é a agressividade do imperialismo ianque, que vai aumentando sem cessar. O exemplo mais recente consistiu na resolução da Câmara de Representantes dos Estados Unidos, determinando a invasão militar norte-americana em qualquer país que o chamado colosso do Norte considere ameaçado pelo comunismo. Aqui a palavra comunismo é apenas substitutivo do movimento de libertação nacional dos povos.
Não bastasse tal exemplo, e seria suficiente acrescentar a invasão de São Domingos e a guerra do Vietnã. Na intervenção militar em São Domingos já participam tropas brasileiras, que, lado a lado com os odiados "marines" norte-americanos, ajudam a massacrar o bravo povo dominicano em luta por sua liberdade.
A antipatia com que os povos latino-americanos vêem o Brasil, em consequência de sua vassalagem ante a ação agressiva dos imperialistas estadunidenses, não deixará de produzir seus efeitos entre nosso povo, e levará ao incremento da oposição popular à ditadura brasileira.
Não é impossível que, em face de uma situação desvantajosa para a atual ditadura no Brasil ou no caso de ser ameaçada de derrubada pelas massas, os Estados Unidos venham em socorro do governo ditatorial — que lhes serve de ponto-de-apoio — e em favor das classes dominantes brasileiras, iniciando represálias contra o povo e a nação, e até mesmo ocupando partes de nosso território, tal como o Nordeste. Com o que não farão outra coisa senão prosseguir na agressão econômica, política e militar já em curso em nosso país.
Seria imperdoável que as forças populares e nacionalistas voltassem novamente a ser apanhadas de surpresa pelos acontecimentos vindouros. Para os revolucionários brasileiros não há outra perspectiva a não ser prepararem-se para a luta.